# Imase
Imase (イマセ?  , Prefectura de Gifu, 9 de noviembre de 2000) es un cantautor y músico japonés que debutó en 2021 y ganó éxito con el sencillo viral de 2022 «Night Dancer». Su primer EP, Pop Cube, se lanzó en 2022 por Universal Music Japan.
Debutó en 2021 con su sencillo «Have a nice day», solo un año después de aprender a escribir y componer música, según su sello, Universal Music Japan. Su éxito con «Night Dancer» solo un año después de su debut le ha dado el apodo de «monstruo novato».
Se convirtió en un tema de interés en los foros de blogs de Corea del Sur después de que su canción «Night Dancer» ingresara en la lista Melon 100, la primera canción japonesa y el primer cantante japonés en lograrlo.

## Discografía

### EP
| Título   | Detalles del álbum                                                                                   |
| -------- | --- |
| Pop Cube | - Lanzamiento: 9 de noviembre de 2022 - Disquera: Universal Music Japón - Formatos: Descarga digital |

### Sencillos
| Título                                       | Año  | Mejor posición en listas | Mejor posición en listas | Mejor posición en listas | Mejor posición en listas | Álbum    |
| Título                                       | Año  | JPN </br> Caliente </br> | KOR                      | SGP </br> registro </br> | WW                       | Álbum    |
| -------------------------------------------- | ---- | ------------------------ | ------------------------ | ------------------------ | ------------------------ | -------- |
| «have a nice day»                            | 2021 | —                        | —                        | —                        | —                        | Cube Pop |
| «Escape» (逃避行)                            | 2022 | —                        | —                        | —                        | —                        | Cube Pop |
| «Pale Rain» (con Punpee y Toby Fox)          | 2022 | —                        | —                        | —                        | —                        |          |
| «Demone, Tamaniwa» (で も ね 、 た ま に は) | 2022 | —                        | —                        | —                        | —                        | Cube Pop |
| «Night Dancer»                               | 2022 | 38                       | 14                       | 28                       | 112                      | Cube Pop |
| «Utau» (うたう)                              | 2022 | —                        | —                        | —                        | —                        |          |
| «Analog Life» (ア ナ ロ グ ラ イ フ)         | 2022 | —                        | —                        | —                        | —                        | Cube Pop |
| «Abekobe» (あべこべ)                         | 2022 | —                        | —                        | —                        | —                        | Cube Pop |
| «Bokurada» (僕らだ)                          | 2023 | —                        | —                        | —                        | —                        |          |
| «Period» (ピリオド)                          | 2023 | —                        | —                        | —                        | —                        |          |
| «Night Dancer» (TeddyLoid remix)             | 2023 | —                        | —                        | —                        | —                        |          |
| «18»                                         | 2023 | —                        | —                        | —                        | —                        |          |
| «Night Dancer» (Big Naughty remix)           | 2023 | —                        | 81                       | —                        | —                        |          |
| «Nagisa»                                     | 2023 | 29                       | —                        | —                        | —                        |          |

## Giras
Imase Online Live "Pop Room" (a través de «Uliza», una plataforma de transmisión de video.)
Imase 1st Live "Pop Over"
| Evento      | Evento      | Fecha              | Ref(s) |
| ----------- | ----------- | ------------------ | ------ |
| Liquid Room | Liquid Room | 10 de mayo de 2023 | [ 15 ] |

1st Showcase in Korea
| Evento                             | Fecha               | Ref(s) |
| ---------------------------------- | ------------------- | ------ |
| Musina Garage Music Hall (Hongdae) | 13 de abril de 2023 | [ 17 ] |

«Night-Dance ซิ่ง with imase»
| Evento                          | Evento                          | Fecha               | Ref(s) |
| ------------------------------- | ------------------------------- | ------------------- | ------ |
| Groove Central World, Tailandia | Groove Central World, Tailandia | 20 de junio de 2023 | [ 18 ] |

Imase Tour 2023 "Utopía"
| Evento                | Fecha                 | Ref(s) |
| --------------------- | --------------------- | ------ |
| Big Cat               | 26 de octubre de 2023 | [ 20 ] |
| Nagoya Club Quattro   | 27 de octubre de 2023 | [ 20 ] |
| Zepp Shinjuku (Tokio) | 31 de octubre de 2023 | [ 20 ] |